# Suécia nos Jogos Paralímpicos de Verão de 2012
A Suécia foi um dos participantes dos Jogos Paralímpicos de Verão de 2012, na cidade de Londres, no Reino Unido.

## Medalhistas
| Atleta        | Esporte | Evento                          | Medalha |
| ------------- | ------- | ------------------------------- | ------- |
| Anders Olsson | Natação | 400 metros livre masculino - S6 | Prata   |

## Desempenho

### Natação
Masculino
| Atletas            | Evento                | Preliminares | Preliminares | Final       | Final       |
| Atletas            | Evento                | Marca        | Posição      | Marca       | Posição     |
| ------------------ | --------------------- | ------------ | ------------ | ----------- | ----------- |
| Christoffer Lindhe | 50 metros livre - S4  | 41s52 Q      | 8º           | 41s02       | 7º          |
| Anders Olsson      | 50 metros livre - S6  | 33s88        | 12º          | Não avançou | Não avançou |
| Christoffer Lindhe | 100 metros livre - S4 | 1min29s11 Q  | 6º           | 1min28s06   | 6º          |
| Anders Olsson      | 400 metros livre - S6 | 5min06s90 Q  | 2º           | 5min03s44   |             |

Feminino
| Atletas       | Evento                   | Preliminares | Preliminares | Final     | Final   |
| Atletas       | Evento                   | Marca        | Posição      | Marca     | Posição |
| ------------- | ------------------------ | ------------ | ------------ | --------- | ------- |
| Maja Reichard | 200 metros medley - SM11 | 3min03s72 Q  | 5º           | 3min00s08 | 4º      |